# Улянув (гмина)
Улянув (пол. Ulanów) — городско-сельская гмина (волость) в Польше, входит как административная единица в Нисковский повет, Подкарпатское воеводство. Население — 8905 человек (на 2005 год).

## Демография
| Перепись                       | Всего   | Всего | Женщины | Женщины | Мужчины | Мужчины |
| ------------------------------ | ------- | ----- | ------- | ------- | ------- | ------- |
| Единицы                        | человек | %     | человек | %       | человек | %       |
| Население                      | 8660    | 100   | 4341    | 50,1    | 4319    | 49,9    |
| Плотность населения (чел./км²) | 72,4    | 72,4  | 36,3    | 36,3    | 36,1    | 36,1    |

## Сельские округа
1. Белинец
2. Белины
3. Борки
4. Буковина
5. Домбровица
6. Домбрувка
7. Глинянка
8. Хута-Деренговска
9. Кужина-Мала
10. Кужина-Сьредня
11. Кужина-Велька
12. Вулька-Белиньска
13. Вулька-Таневска

## Поселения
1. Багно
2. Борсучины
3. Бур
4. Булава
5. Дыяки
6. Гаювка
7. Гурка
8. Езорко
9. Кемпа-Рудницка
10. Коне
11. Кошары
12. Майдан-Домбрувчаньски
13. Мешице
14. Мокрадло
15. На-Ставе
16. Надтамы
17. Палки
18. Подбук
19. Подграница
20. Подосичина
21. Подвале
22. Порембиска
23. Рендзины
24. Руда-Тановска
25. Рычки
26. Сток
27. Сухе-Ляски
28. Шевцы
29. Тобылка
30. Волошины
31. Вымыслув
32. Захоина
33. Задомброва
34. Загура
35. Закужинка
36. Зарове
37. Зволяки
38. Жабе

## Соседние гмины
1. Гмина Харасюки
2. Гмина Яроцин
3. Гмина Кшешув
4. Гмина Ниско
5. Гмина Пышница
6. Гмина Рудник-над-Санем